# Matt Salinger
Matt Salinger est un acteur américain, né le 13 février 1960 à Windsor (Vermont). Il est le fils de l'écrivain J. D. Salinger et de la psychologue Claire Douglas (née en 1933).

## Biographie
Salinger est diplômé de la Phillips Academy et a étudié à Princeton avant d'être diplômé de Columbia en histoire de l'art et en comédie. 
Il épouse Betsy Becker, joaillère, en 1985. Ils vivent à Fairfield County (Connecticut) et ont deux fils, Gannon et Avery.
Au contraire de sa sœur, Margaret, qui a écrit en 1999 une autobiographie au sujet de son enfance, intitulée Dream Catcher, Salinger a été un protecteur dévoué de la vie privée de leur père.  Quelques semaines après que le livre de Margaret soit publié, Salinger a écrit une lettre au New York Observer, dénonçant les « histoires gothiques de leur présumée enfance ») (« gothic tales of our supposed childhood ») de sa sœur.

## Filmographie
- 1990 : Captain America d'Albert Pyun
- 2004 : New York, unité spéciale (saison 5, épisode 13) : Seth Webster
- 2015 : Personne n'attend la nuit (Nadie quiere la noche) d'Isabel Coixet
- 2021 : The Ice Road de Jonathan Hensleigh : CEO Thomason

## Carrière
Salinger fait ses débuts dans le film Les Tronches en 1984, et il est plus connu pour avoir tenu le rôle principal dans le film Captain America en 1990, basé sur le personnage de Marvel Comics.
Salinger est depuis apparu dans divers films dont What Dreams May Come et des épisodes de séries (New York, unité spéciale et 24 heures chrono).  
Il a produit plusieurs films indépendants, dont Let the Devil Wear Black et Mojave Moon.  Salinger travaille maintenant principalement pour la scène, à la fois acteur et metteur en scène.  En 2000, il a produit la pièce Off-Broadway The Syringa Tree, récompensée par un Drama Desk Award.
Il apparaît dans les séries New York, section criminelle, en 2008, et Dr House, en 2010.